# المحول المفتاحي

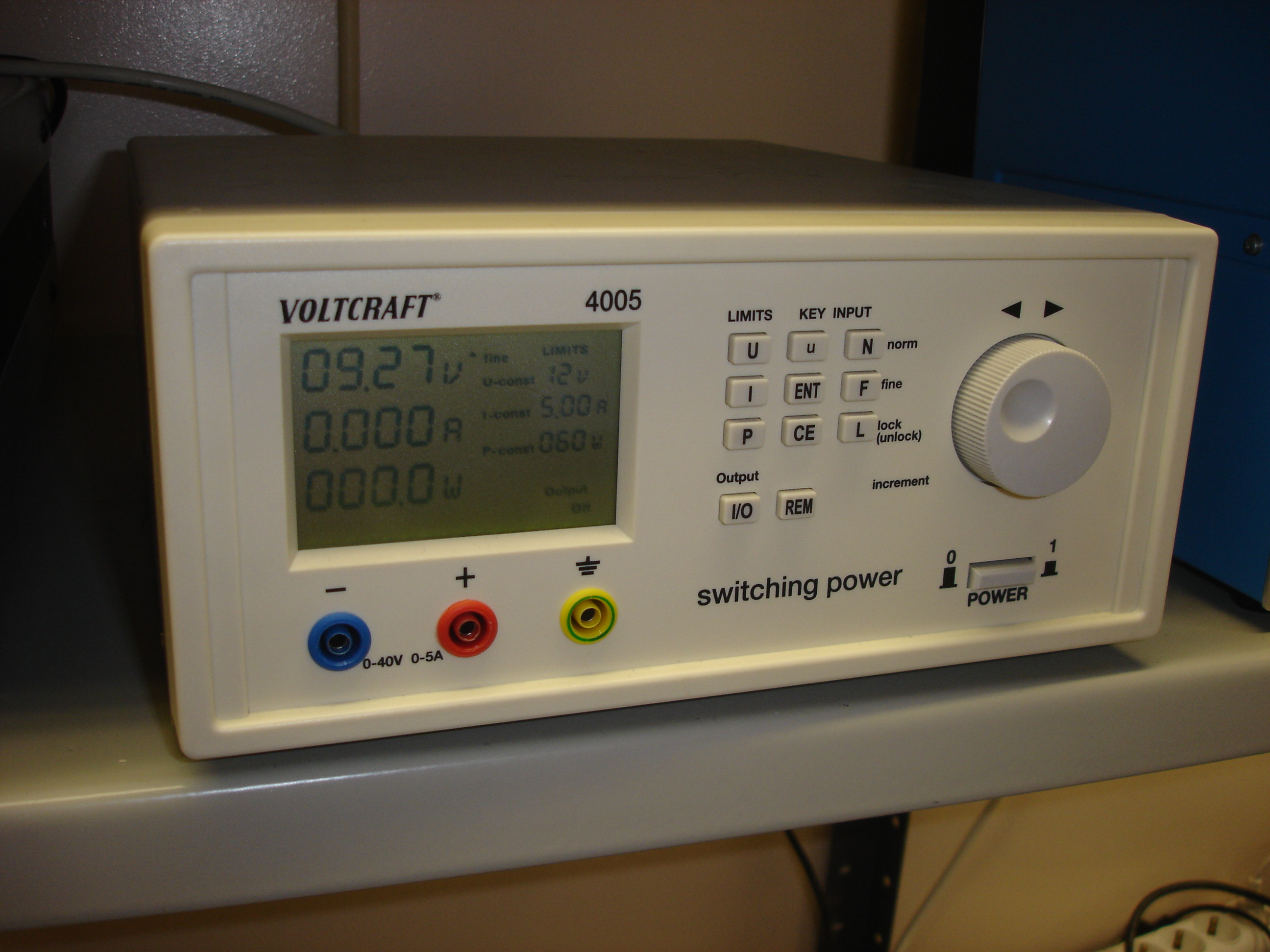
محول طاقة قابل للمعايرة

المحول المفتاحي أو المحول النبضي (SMPS)

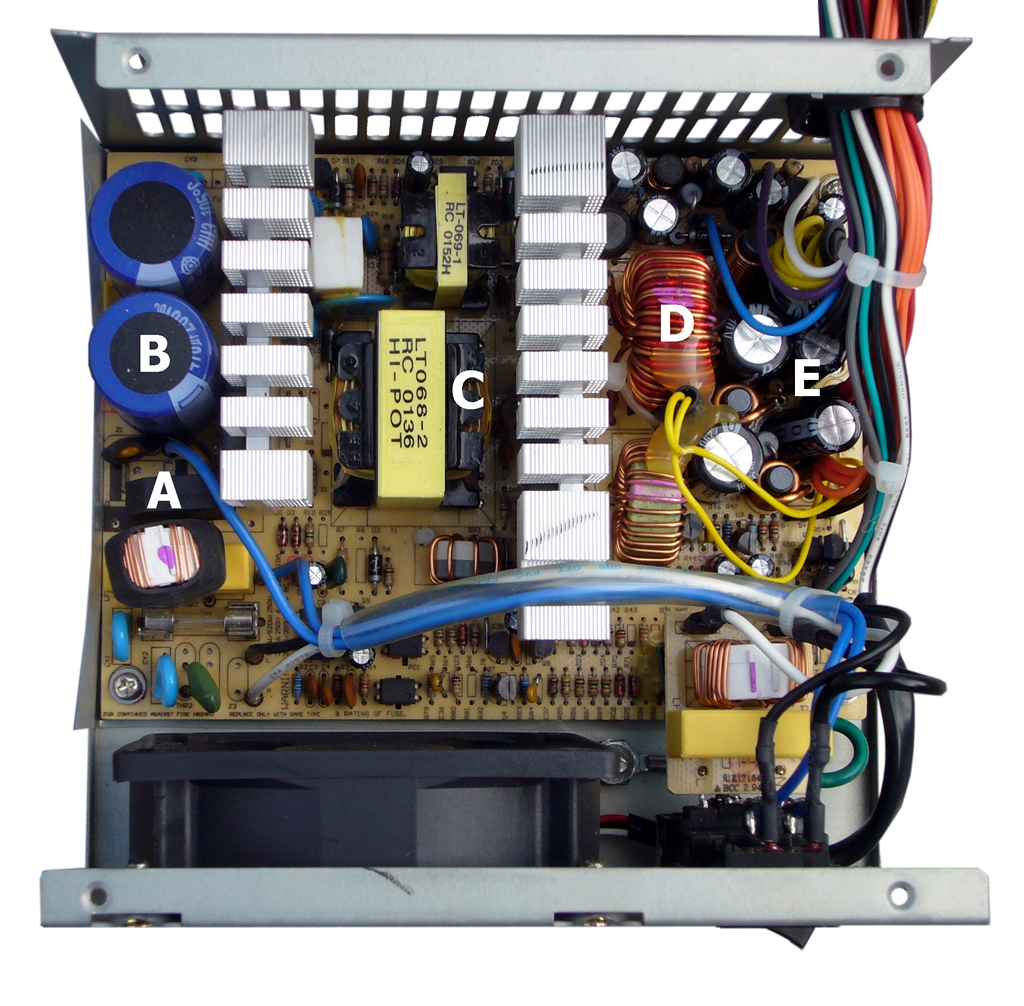
منظر داخلي لجهاز ATX SMPS

.

## دوائر التغذية النبضية
المحول المفتاحي لقدرة المُزود (بالإنجليزية:Switched Mode Power Supplies) ويُختصر بـ (SMPS) هي عملية تطلق على تحويل قدرة التيار المستمر لتيار مستمر آخر بجهد خرج يختلف عن المزود (بالإنجليزية: DC-DC converter) أو تبديل التيار المستمر لتيار متردد (بالإنجليزية:DC to AC converter) ويستخدم لهذا التحويل مفاتيح إلكترونية (بالإنجليزية:Switches) وهذه العملية أكثر تعقيدًا من التحويل الخطي للطاقة (بالإنجليزية:Linear power converters) التي من أمثلتها منظم الحهد الخطي.

## مبدأ العمل

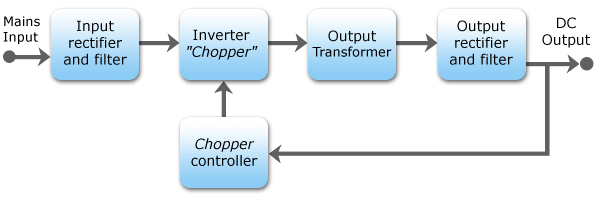
مراحل عمل دوائر التغذية النبضية

تعمل دوائر التغذية النبضية بمبدأ تقطيع جهد D.C إلى نبضات مربعة من خلال دائرة خاصة تتكون من I.C وMosfet
1. دخول جهد A.C إلى دائرة حماية تتكون من فيوز وفايرستر وملفات وظيفتها ازاله التشويش وحماية باقي الاجهزة المتصلة على خط التغذية بسبب ان هذا النوع من دوائر التغذية يولد ترددات عالية جداً تؤثر على عمل باقي الاجهزة
2. من خلال موحد الموجة يتم تحويل التيار المتردد 220v إلى تيار مستمر 220v
3. من خلال متسعة التنعيم يتم تنعيم وازاله الترددات الغير مرغوب فيها ورفع الفولتية إلى 300 فولت
4. تعمل دائرة التقطيع المكونة من دائرة متكاملة I.C وMosfet على تقطيع الفولتية إلى موجة مربعة
5. تدخل الموجة المربعة الخارجة من دائرة التقطيع إلى المحول النبضي الذي يقوم بدورة بتخفيض الجهد من خلال الملفات الثانوية
6. تخرج الموجة المربعة من المحول إلى شوتكي دايود ومتسعات للحصول على جهد D.C صافي

تحتوي بعض دوائر التغذية النبضية المعقدة على نظام feedback أو التغذية العكسية من خلال عنصر الكتروني يسمى Optoisolator يعمل على مراقبة خرج إحدى الفولتيات وفي حاله زيادة الخرج أو حدوث نقص يرسل إشارة لدائرة التقطيع لزيادة أو تقليل عدد النبضات مما يحافظ على خرج الفولتيات ثابت

## إيجابيات عملية تبديل قدرة المزود
استخدام مبدل القدرة المفتاحي وإن كان أعقد من التحويل الخطي إلا أن له عدة إيجابيات وسلبية وحيدة أبرزها:-
| الميزة      | المحول الخطي للطاقة (بالإنجليزية:Linear power converters)                                                             | المحول المفتاحي لقدرة المزود (بالإنجليزية:Switched Mode Power Supplies)                                                                               |
| ----------- | --- | --- |
| الحرارة     | تنتج هذه الحرارة بسبب استعمال المقاومات أو استعمال الترانسيستورات في الوضع الخطي (بالإنجليزية:Linear operating mode). | يقل استعمال المقاومات عند استخدام الترانسيتورات كمفاتيح مُبدّلة حيث تُوَفر الطاقة بلا تبديد                                                               |
| الكفاءة     | أقل بسبب تبديد الجهد، لذا كفاءتها تتراوح بين 35 إلى 65 بالمئة                                                         | أعلى بسبب قلة التبديد الناتج عن الحرارة، وتصل الكفاءة ما بين 65 إلى 95 بالمئة.                                                                        |
| الحجم       | قطع كبيرة. | قطع أصغر حجمًا ويعود ذلك لسببين رئيسيين:- - الترانسيستورات أصغر من المقاومات. - لا تحتاج لمشتتات حرارية (بالإنجليزية:Heat sink) أو تحتاج لمشتتات أصغر. |
| تغيير الجهد | تستطيع فقط تخفيض الجهد.                                                                                               | بإمكانها رفع أو تخفيض الجهد. |
| التكاليف    | غير اقتصادية إذا كان التشغيل يستهلك 10 واط فما فوق.                                                                   | اقتصادية جدًا إذا ما كان التشغيل يستهلك أكثر من 10 واط.                                                                                                |
| الضجيج      | قليل. | يوجد ضجيج وهذه أحد السلبيات القليلة. |

وبسبب الضجيج فمعظم الدوائر تستخدم المحولين معًا، حيث يُبدأ بالمحول المفتاحي أولاً ثم يدخل على المحول الخطي لإزالة الضجيج.